# ينس مونك
ينس مونك (بالدنماركية: Jens Munk)‏ هو مستكشف دنماركي، ولد في 3 يونيو 1579 في آرندال في النرويج، وتوفي في 23 يونيو 1628 في كوبنهاغن في الدنمارك.